# Arés
Arés (en francès Arès) és un municipi francès situat al departament de la Gironda i a la regió de la Nova Aquitània. Està situada a la conca d'Arcaishon.

## Demografia
| 1962                                       | 1968  | 1975  | 1982  | 1990  | 1999  | 2007  |
| ------------------------------------------ | ----- | ----- | ----- | ----- | ----- | ----- |
| 2.385                                      | 2.741 | 2.656 | 3.051 | 3.911 | 4.680 | 5.472 |
| Des de 1962: població sense dobles comptes |       |       |       |       |       |       |

## Administració
| Període | Identitat         | Partit |
| ------- | ----------------- | ------ |
| 2001-   | Jean-Guy Perrière |        |